# Кимпа (гора)
Ки́мпа (другое название — Те́мпа) — гора в  Украинских Карпатах, в Кузийском заповедном массиве. Расположена в пределах  Раховского района Закарпатской области.
Высота 1089,8 м (по другим данным — 1091 м). Склоны крутые, покрытые лесами; вершина лишь местами незалесненная. От вершины на северо-восток тянется узкий лесистый хребет, который ведёт к самой высокой вершине массива — горе Лысина (1409,8 м).
Ближайший населенный пункт: Луг.